# Kamakshi-Tempel

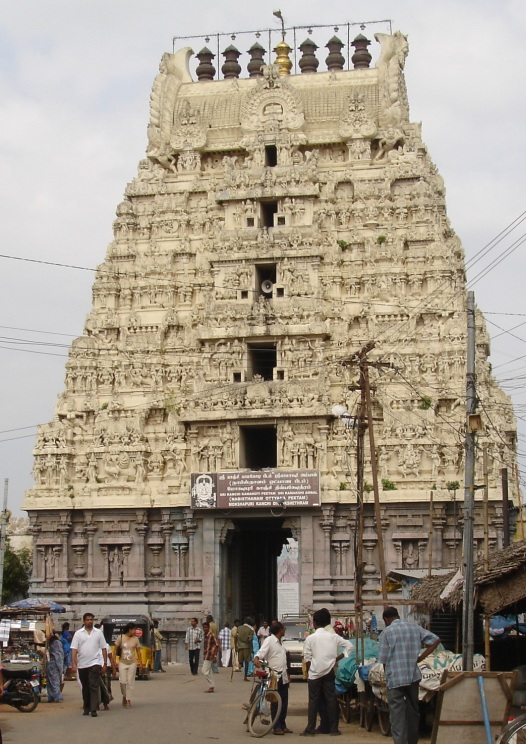
Kamakshi-Amman-Tempel

Der Kamakshi-Tempel (auch Kanchi-Kamakshi-Tempel, Kamakshi-Amman-Tempel, Tamil காஞ்சிபுரம் காமாட்சியம்மன் கோயில் Kāñcipuram kāmāṭciyam'maṉ kōyil) ist ein bedeutender Hindu-Tempel in Kanchipuram (Tamil Nadu, Indien). Er ist der Göttin Kamakshi gewidmet, einer Erscheinungsform der Parvati.